# Clypeoporthella brencklei
Clypeoporthella brencklei är en svampart som beskrevs av Petr. 1924. Clypeoporthella brencklei ingår i släktet Clypeoporthella och familjen Diaporthaceae.   Inga underarter finns listade i Catalogue of Life.